# Offshore-Windpark Lincs
Lincs ist ein Offshore-Windpark im Vereinigten Königreich in der Nordsee. Der Windpark befindet sich acht Kilometer vor der Küste von Skegness. Er verfügt über eine installierte Leistung von 270 MW und wurde 2013 in Betrieb genommen. 200.000 Haushalte soll der Windpark mit Strom versorgen. Die Gesamtkosten des Projektes werden mit 1 Mrd. Pfund angegeben. In der Nähe befindet sich der kleinere Offshore-Windpark Lynn and Inner Dowsing.

## Bau
Der Bau des Windparks begann im März 2010. Während im August 2012 bereits der erste Strom produziert wurde, erfolgte die Installation der letzten Turbine im März 2013. Der Windpark wurde im September 2013 in Betrieb genommen.
Insgesamt wurden 185 Kilometer Seekabel verlegt.

## Betrieb
In Grimsby wurde das Siemens-Wartungsteam stationiert. Die Betriebsführung übernimmt Ørsted.

## Technik
Die 75 Windkraftanlagen vom Typ Siemens SWT-3.6-120 haben eine Leistung von jeweils 3,6 MW, einen Rotordurchmesser von 120 Meter und eine Gesamthöhe von 145 Meter. Das Gewicht eines Rotorblattes beträgt 18 t, die Turbine insgesamt wiegt 474 t.